# Men det går jo nok
Men det går jo nok med undertitlen 13 almindelige viser er den danske sanger og satiriker Niels Hausgaard tredje studiealbum. LP albummet blev indspillet i STUK-studiet i Nibe med Palle Juul som producer i 1976 og udgivet november 1976.

## Medvirkende
Pladen blev skabt i samarbejde med følgende musikere:
- Ole Torben Jensen: Violin
- Jens Memphis Nielsen: Diverse fløjter og bombarde
- Poul Martin Poulsen: Bas og cembalo
- Ib Rauch: Sav og autoharpe
- Jens Bjørn Hansen: Mandolin, bouzouki, banjo og harmonika
- Niels Hausgaard: Vokal og guitar

## Spor
1. "Forårssang Til Kirsten" - 2:15
2. "Hjortens Flugt" - 3:34
3. "En Udstoppet Fugl" - 2:05
4. "Louise Jørgensen" - 1:39
5. "Ikke Havvejr" - 4:10
6. "Hushjælp" - 2:05
7. "Mens Kaffen Går Rundt" - 2:12
8. "På Aalborgbåden" - 2:34
9. "Et Slidt Brev" - 4:04
10. "Brev Til Banken" - 2:56
11. "Ude Bagved" - 2:14
12. "Nøgenbadning" - 2:54
13. "Men Det Går Jo Nok" - 2:32